# Pectenobunus ruricola
Pectenobunus ruricola is een hooiwagen uit de familie Sclerosomatidae.